# Albu
Albu era un comune rurale dell'Estonia centrale, nella contea di Järvamaa. Il centro amministrativo era  la località (in estone küla) di Järva-Madise.
Nel 2017 il comune fuse insieme ad Ambla, Imavere, Järva-Jaani, Kareda, Koeru e Koigi nel nuovo comune di Järva.
Qui nacque lo scrittore A. H. Tammsaare. 

## Geografia antropica
Oltre al capoluogo, il comune comprendeva altre 15 località:
Ageri - Ahula - Järva-Madise - Kaalepi - Lehtmetsa - Mägede - Mõnuvere - Neitla - Orgmetsa - Peedu - Pullevere - Seidla - Soosalu - Sugalepa - Vetepere.